# 勒基齊鄉
47°46′N 26°41′E / 47.767°N 26.683°E
勒基齊鄉（羅馬尼亞語：Comuna Răchiți, Botoșani），是羅馬尼亞的鄉份，位於該國東北部，由博托沙尼縣負責管轄，面積73平方公里，海拔高度120米，2007年人口4,740，人口密度每平方公里65人。